# Hauki-Suivakkojärvi
Hauki-Suivakkojärvi eller Suivakkojärvi är en sjö i Finland. Den ligger i kommunen Enare i landskapet Lappland, i den norra delen av landet, 900 km norr om huvudstaden Helsingfors. Hauki-Suivakkojärvi ligger 267,8 meter över havet. Arean är 25,6 hektar och strandlinjen är 2,36 kilometer lång. Sjön  ingår i Pasvik älvs huvudavrinningsområde. 